# Флавий Сабиниан
Флавий Сабиниан (лат. Flavius Sabinianus; упоминается в 505—508) — политический деятель и полководец Византийской империи, консул (в 505 году) .

## Биография
Сабиниан был сыном Сабиниана Магна, занимавшего пост magister militum per Illyricum (командующий войсками в Иллирике) (479—481). Также Сабининан был братом Флавия Мосхиана, который был консулом в 512 году. Женат был на племяннице императора Анастасия I и был отцом Флавия Анастасия Павела Проба Сабиниана Помпея Анастасия, консула 517 года.
В 505 году Сабиниан занимал пост консула, тогда как в 508 году он был назначен на должность magister militum per Illyricum. У него была хорошо экипированная армия, но в 505 году возле Горреум Марги (современная Чуприя) он был разбит объединённым войском Мунда и остготов комита Питцы. После поражения он бежал с несколькими выжившими в крепость Нат.